# Leda Battisti

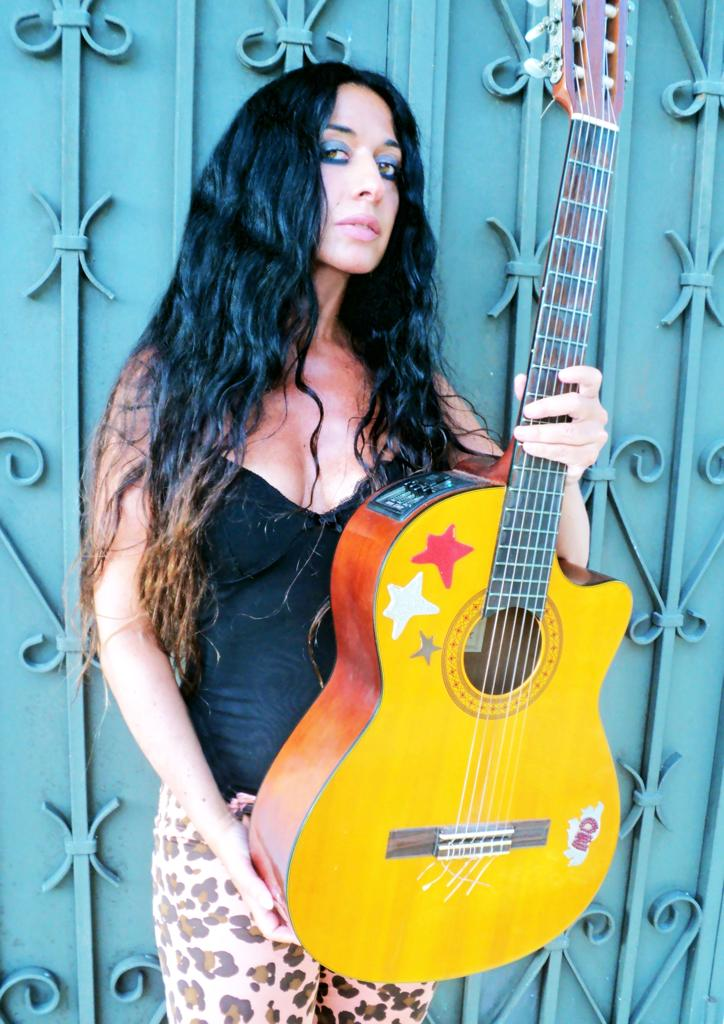
Leda Battisti en septiembre de 2022

Leda Battisti (Poggio Bustone, cerca de Roma, 24 de febrero de 1971) es una cantautora y poetisa italiana.

## Trayectoria
Debutó en 1992 en un programa concurso de buscatalentos presentado por Pippo Baudo. En 1996 participó en el Festival de la Canción de San Remo. Fue integrante del reality musical Music Farm de la RAI, en el que fue eliminada por su contrincante, la cantautora Laura Bono.

## Discografía
- Leda Battisti (1998)
- Passionaria (2000)
- Tu, l'amore e il sesso (2006)